# Formosa thuộc Hà Lan
Formosa thuộc Hà Lan đề cập đến thời kỳ chính quyền thuộc địa Hà Lan tồn tại ở Formosa (nay gọi là Đài Loan) từ năm 1624 đến 1662. Trong bối cảnh thời đại khám phá, Công ty Đông Ấn Hà Lan đã thiết lập sự hiện diện của mình tại Đài Loan để giao thương với Trung Hoa và Nhật Bản, và cũng để ngăn cản các hoạt động thương mại và thuộc địa hóa của Tây Ban Nha và Bồ Đào Nha tại Đông Á.
Thời kỳ Hà Lan cai trị đã chứng kiến sự phát triển kinh tế tại Đài Loan, bao gồm cả việc săn bắn trên quy mô lớn loài hươu và canh tác cây lúa và mía bằng cách sử dụng các lao động nhập khẩu từ Phúc Kiến. Chính quyền cũng cố gắng để cải đạo Ki-tô cho các bộ lạc nguyên trú và đàn áp một số hoạt động văn hóa của họ, điều này đã khiến các bộ lạc cảm thấy khó chịu (chẳng hạn như ngăn cấm phá thai và thói quen trần truồng), hay nói cách khác thì thực dân Hà Lan đã "khai hóa văn minh" cho cư dân trên đảo.
Tuy nhiên, những người thực dân không được tất cả chào đón và các cuộc nổi dậy của cả di dân người Hán và người nguyên trú đã bị quân đội Hà Lan đè bẹp. Thời kỳ thực dân kết thúc khi quân của Trịnh Thành Công đến xâm lược vào 37 năm sau đó.

## Lịch sử

### Bối cảnh

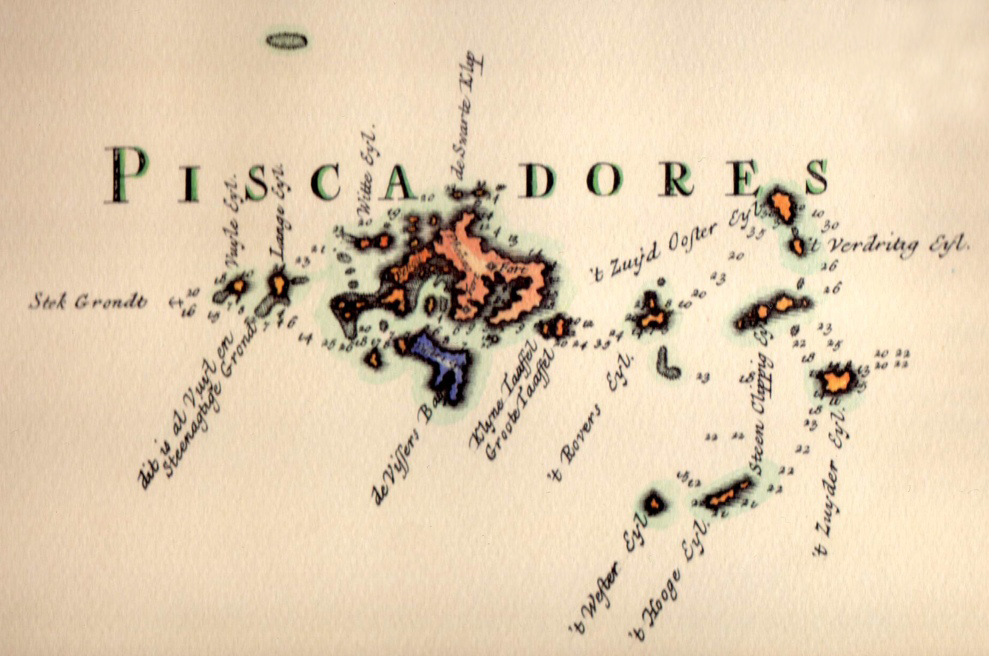
Pescadores (Bành Hồ), Bản đồ thế kỷ 18 của Hà Lan

Vào đầu thế kỷ thứ 17, các lực lượng Công giáo Tây Ban Nha và Bồ Đào Nha đối lập với các lực lượng Anh và Hà Lan (cả hai nước đều chủ yếu theo đạo Tin Lành), và điều này thường dẫn đến các cuộc chiến tranh trên phạm vi rộng tại châu Âu và những nơi chiếm hữu của họ ở châu Á. Người Hà Lan đã lần đầu tiên cố gắng giao thương với Trung Quốc vào năm 1601 song đã bị giới cầm quyền Trung Quốc khước từ, trong khi đó, Trung Quốc lại giao thương với người Bồ Đào Nha tại Macau từ năm 1535. Trong một cuộc viến chinh vào năm 1604 từ Batavia (căn cứ trung tâm của Hà Lan tại châu Á), Đô đốc van Warwijk ban đầu định tiến đánh Macau, song quân của ông đã phải hứng chịu ảnh hưởng từ một cơn bão nhiệt đới, và cơn bão đưa họ đến Pescadores (nay gọi là Bành Hồ). Khi đó, đô đốc đã cố gắng thương lượng các điều khoản thương mại với người Trung Quốc tại đại lục, song lại bị đòi một khoản phí quá cao để có đặc ân gặp được nhà chức trách Trung Quốc. Vây quanh đội tàu Hà Lan là một hạm đội Trung Quốc mạnh hơn hắn, Đô dốc vì thế đã dời đi mà không đạt được mục đích của mình.
Năm 1622, sau một cuộc tấn công thất bại vào Macau, hạm đội Hà Lan lại khởi hành đi Bành Hồ, lần này là đã định trước, và người Hà Lan đã lập một căn cứ tại Mã Công. Họ xây dựng một pháo đài tại Mã Công bằng các lao công cưỡng bức từ số cư dân người Hoa địa phương; hoạt động giám sát của người Hà Lan được ghi lại là rất khắt khe và khẩu phần ăn ít ỏi đã khiến 1.300 trong số 1.500 nô lệ người Hán đã chết trong quá trình xây dựng. Tuy nhiên, chính quyền nhà Minh đã cảnh báo người Hà Lan rằng Bành Hồ là lãnh thổ Trung Quốc, và khẳng định người Hà Lan hãy di chuyển đến đảo Đào Loan và lập căn cứ của mình tại đó. Cùng năm đó, một tàu mang tên Sư tử Vàng (tiếng Hà Lan: Gouden Leeuw) đã bị đắm tại đảo Tiểu Lưu Cầu ở ngoài khơi bờ biển tây nam của đảo chính Đài Loan; những người còn sống sót đã bị cư dân bản địa thảm sát. Năm sau đó, tức 1623, các thương nhân Hà Lan đi tìm kiếm một căn cứ nữa tại châu Á đã lần đầu tiên đặt chân lên đảo Đài Loan, họ có ý định biến hòn đảo thành một trung tâm trong hoạt động giao thương của Hà Lan với Nhật Bản và các khu vực ven biển Trung Quốc.

### Những năm đầu (1624–1625)
Quyết định lập căn cứ tại Đài Loan và theo thông lệ vào thời điểm đó, nhà Hà Lan cho xây dựng một pháo đài phòng thủ để làm căn cứ cho các hoạt động của mình. Pháo đài được xây dựng trên một bán đảo cát tại Tayouan (tiếng Hán là 大員, Đại Viên) (nay là quận An Bình, Đài Nam). Địa điểm được chọn có thể tiếp cận từ biến và có và một nơi thuận lợi trong phòng thủ, song lại thiếu nước sạch, vì thế người ta phải vận chuyển nước từ sâu trong đất liền ra.

### Phát triển quyền kiểm soát, bình định dân nguyên trú (1626–1636)
Việc đầu tiên mà người Hà Lan làm là trừng phạt các làng đã phản đối họ và thống nhất các sắc tộc nguyên trú dưới sự trung thành với Công ty Đông Ấn Hà Lan. Cuộc viễn chinh trừng phạt đầu tiên là nhằm chống lại các làng của người Bakloan và Mattau, nằm ở phía bắc của Saccam gần Tayowan. Chiến dịch chống người Mattau đã diễn ra dễ dàng hơn dự kiến và bộ lạc này đã chịu khuất phục sau khi ngôi làng của họ bị lửa thiêu trụi. Chiến dịch cũng nhằm đe dọa các làng khác từ Tirosen (Gia Nghĩa) đến Longkiau (Hằng Xuân). Trong khi chiến dịch bình định tiếp tục tại Đài Loan, thì trên biển, quan hệ với Trung Quốc đã trở nên căng thẳng khi Hà Lan cố gắng đánh thuế các tàu tại eo biển Đài Loan, chiến tranh cuối cùng cũng đã nổ ra giữ nhà Minh và Hà Lan, đô đốc Trịnh Chi Long đã đánh bại quân Hà Lan trong Hải chiến vịnh Liệu La vào năm 1633.
Một số nhà truyền giáo người Hà Lan đã bị những người nguyên trú giết chết khi đang cố cải đạo: "Giáo lý viên, Daniel Hendrickx, người mà tên đã thường xuyên được nói đến, đã đi cùng với đội viễn chinh này về phía nam, do hiểu biết rất lớn của ông về ngôn ngữ Nam Đảo Đài Loan và cũng vì ông có quan hệ hữu hảo với dân bản xứ, sự phục vụ của ông có giá trị rất lớn. Khi tiến đến đảo Pangsuy, ông đã mạo hiểm, có lẽ là do tự tin thái quá, và đi quá xa so với những người khác, và đột nhiên ông bị một số lượng lớn các thổ dân có vũ trang vây quanh, những người này sau đó giết chết ông, mang đi chiến lợi phẩm là đầu, tứ chi của ông và các thành viên khác, thậm chí là cả ruột của ông, để lại cái thây bị cắt xẻ."Campbell, William (1889). An account of missionary success in the island of Formosa: translated from the original Dutch version by Caspar Sibelius, published in London in 1650 and now reprinted with copious appendices. Quyển 1. London: Trübner & Co. tr. 197–198. OCLC 607710307. OL 25396942M. Truy cập ngày 20 tháng 12 năm 2011. 20 November. – The catechist, Daniel Hendrickx, whose name has been often mentioned, accompanied this expedition to the south, as his great knowledge of the Formosa language and his familiar intercourse with the natives, rendered his services very valuable. On reaching the island of Pangsuy, he ventured—perhaps with overweening confidence in himself— too far away from the others, and was suddenly surrounded by a great number of armed natives, who, after killing him, carried away in triumph his head, arms, legs, and other members, even his entrails, leaving the mutilated trunk behind.</ref>

### Pax Hollandica và hất cẳng người Tây Ban Nha (1636–1642)
Sau các chiến dịch bình định vào năm 1635–6, thêm nhiều hơn nữa các ngôi làng thề trung thành với người Hà Lan, đôi khi là vì sợ hãi trước các hành động quân sự và đôi khi là vì các lợi ích mà người Hà Lan mang lại (lương thực, an ninh). Các làng này trải dài từ Longkiau ở phía nam (125 km từ căn cứ pháo đài Zeelandia đến Favorlang ở miền trung Đài Loan, 90 km về phía bắc từ pháo đài Zeelandia. Thời kỳ này tương đối yên tĩnh và được một số nhà bình luận gọi với cái tên Pax Hollandica (Thái bình Hà Lan) (tham khảo từ Thái bình La Mã).
Một khu vực ở phía bắc của đảo Đài Loan không nằm dưới quyền kiểm soát của người Hà Lan, khu vực này từ năm 1626 đã bị người Tây Ban Nha thống trị, với hai khu định cư tại Đạm Thủy và Cơ Long. Công sự tại Cơ Long đã bị bỏ rơi vì người Tây Ban Nha thiếu các nguồn lực để duy trì nó, song pháo đài Santo Domingo tại Đạm Thủy được xem là một trở ngại lớn đối với tham vọng của người Hà Lan trên đảo và trong khu vực nói chung.
Năm 1642, người Hà Lan cử một đội viễn chinh gồm các binh lính và các chiến binh dân nguyên trú đi tàu đến Đạm Thủy, đánh bật số quân nhỏ người Tây Ban Nha khỏi pháo đài của họ và đẩy người Tây Ban Nha ra khỏi Đài Loan. Sau chiến thắng này, người Hà Lan đưa các làng ở phía bắc đảo vào dưới quyền kiểm soát của mình bằng cách tương tự như đã làm trong các chiến dịch bình định trước đó tại miền nam.

### Sự hiện diện gia tăng của người Hán và khởi nghĩa Quách Hoài Nhất (1643–1659)
Người Hà Lan bắt đầu khuyến khích người Hán nhập cư đến đảo với quy mô lớn, chủ yếu là từ Phúc Kiến. Hầu hết các di dân là những người đàn ông đơn thân trẻ tuổi, họ chán nản với việc ở trên hòn đảo. Sau một cuộc nổi dậy của người Hán vào năm 1640, cuộc nổi loạn của Quách Hoài Nhất vào năm 1652 đã chống lại người Hà Lan một cách có tổ chức, cuộc nổi dậy có nguyên nhân từ sự tức giận với việc đánh thuế khắc nghiệt và sự tham nhũng của các quan chức. Người Hà Lan đã dập tắt cuộc nổi dậy, 25% số người tham gia cuộc nổi dậy bị giết chết chỉ trong khoảng thời gian một vài tuần.

### Bao vây Zeelandia và chấm dứt chính quyền Hà Lan tại Đài Loan (1660–1662)

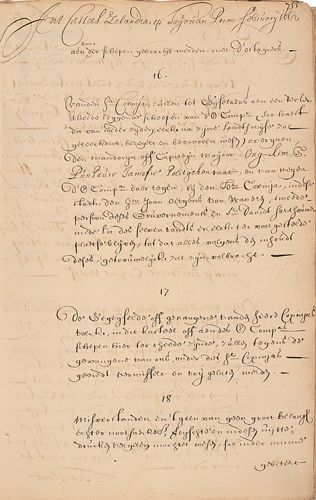
Hiệp ước hòa bình năm 1662, giữa Thống sứ Coyett và Trịnh Thành Công

Năm 1661, một hạm đội gồm 200 tàu do một người trung thành với nhà Minh tên là Trịnh Thành Công lãnh đạo đã đổ bộ lên Lộc Nhĩ môn (鹿耳門) để tấn công Đài Loan nhằm tiêu diệt và trục xuất người Hà Lan ra khỏi Zeelandia. Sau chín tháng bao vây, người Hà Lan đầu hàng. Trịnh Thành Công sau đó buộc các đại diện địa phương của Công ty Đông Ấn Hà Lan ký kết một hiệp ước hòa bình tại Zeelandia vào ngày 1 tháng 2 năm 1662, và người Hà Lan phải rời khỏi Đài Loan. Từ đó trở đi, Đài Loan trở thành nền tảng cho Vương quốc Đông Ninh của Trịnh Thành Công.

### Đoạn cuối: người Hà Lan chiếm lại Cơ Long (1664–1668)
Sau khi bị đẩy ra khỏi Đài Loan, người Hà Lan liên minh với nhà Thanh để chống lại chế độ của họ Trịnh tại Đài Loan. Sau một số vụ động độ, người Hà Lan đã tái chiếm pháo đài tại Cơ Long ở phía bắc đảo vào năm 1664. Trịnh Kinh đã cử một đội quân đến đánh bật người Hà Lan, song đã không thành công. Người Hà Lan chiếm giữ Cơ Long cho đến năm 1668, khi gặp phải sự kháng cự từ dân nguyên trú (có khả năng bị Trịnh Kinh kích động) và không chiếm được bất kỳ lãnh thổ nào khác của hòn đảo, người Hà Lan đã từ bỏ thành trì cuối cùng của họ và rút lui khỏi Đài Loan.

## Chính quyền
Người Hà Lan tuyên bố chủ quyền với toàn bộ hòn đảo, song do không thể tiếp cận các dãy núi trung tâm nên sự kiểm soát của họ trên thực tế chỉ giới hạn ở vùng đồng bằng tại bờ biển phía tây, cộng với các khu vực cô lập ở vùng bờ biển phía đông. Lãnh thổ này đã thu được từ năm 1624 đến 1642, hầu hết các làng phải thề trung thành với người Hà Lan và sau đó phần lớn được tự quản. Cách xác nhận chủ quyền của người Hà Lan là đem một số loài cây đặc hữu (thường là cau hay dừa) từ đô thị của Thống sứ trồng xuống các vùng đất, từ đó biểu thị vùng đất này thuộc về Hà Lan. Thống sứ sau đó sẽ trao cho thủ lĩnh của làng một quyền trượng biểu tượng cho quyền lực và một Prinsenvlag ("Cờ của ông hoàng", cờ của Willem Người im lặng) để trưng tại các ngôi làng.
Thống sứ Formosa (tiếng Hà Lan: Gouverneur van Formosa; tiếng Trung: 台灣長官, Hán Việt: Đài Loan trưởng quan) là người đứng đầu chính quyền. Được bổ nhiệm bởi Toàn quyền Đông Ấn Hà Lan tại Batavia (nay là Jakarta, Indonesia), Thống sứ Formosa được trao quyền lập pháp, thu thuế, tiến hành chiến tranh và tuyên bố hòa bình thay mặt cho Công ty Đông Ấn Hà Lan (VOC) và do đó là cánh tay nối dài của nhà nước Hà Lan.
Hội đồng Tayouan sẽ hỗ trợ Thống sứ hoàn thành nhiệm vụ. Hội đồng này bao gồm các cá nhân nổi bật cư trú tại Tayouan. Chủ tịch của hội đồng này là cấp phó của Thống sứ, và sẽ tiếp nhận vị trí lãnh đạo nếu Thống sứ chết hoặc mất năng lực. Dinh của Thống sứ nằm tại pháo đài Zeelandia tại Tayouan (khi ấy là một hòn đảo, nay là khu An Bình của thành phố Đài Nam). Có tổng cộng 12 thống sứ trong thời kỳ đô hộ của Hà Lan.

## Kinh tế
"Đại lý" Tayouan (giống như tên gọi của các trạm giao thương của VOC) đã trở thành đại lý sinh lời đứng thứ hai của toàn thể Đông Ấn Hà Lan (sau đại lý tại Hirado/Dejima), mặc dù nó mất tới 22 năm thuộc địa để có thể hoàn vốn và đem lại lợi nhuận. Lợi nhuận đến từ thương mại ba bên giữa họ, Trung Quốc và Nhật Bản, cộng với khai thác các nguồn tài nguyên thiên nhiên của Đài Loan, người Đài Loan đã có thể biến vịnh biển cận nhiệt đới bị ám ảnh với căn bệnh sốt rét thành một tài sản sinh lợi. Một nền kinh tế tiền mặt đã được đưa đến (sử dụng real Tây Ban Nha, giống như VOC) và thời kỳ này cũng chứng kiến các nỗ lực nghiêm túc đầu tên nhằm phát triển kinh tế trong lịch sử hòn đảo.

### Thương mại

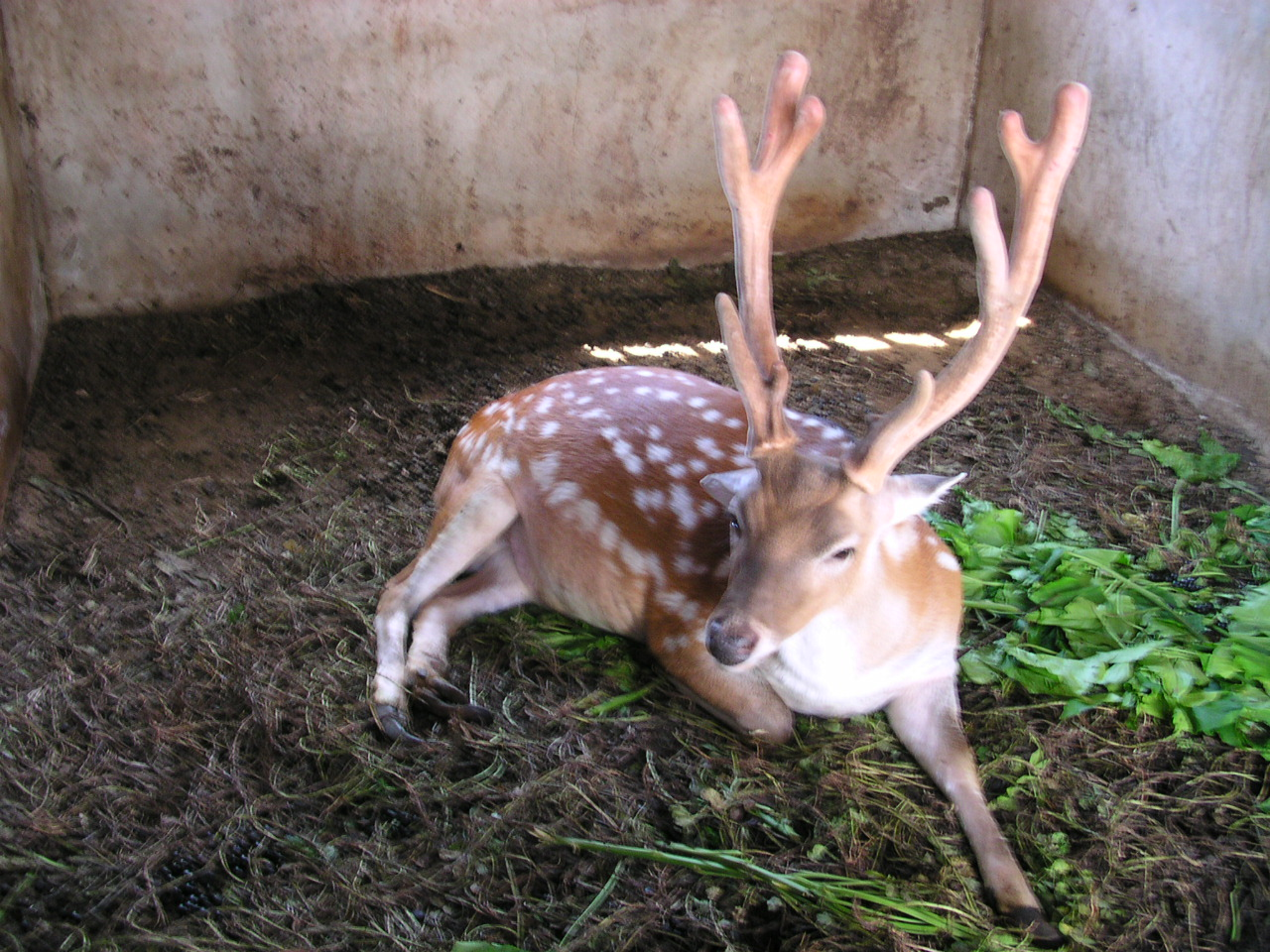
Hươu sao

Mục đích ban đầu của việc xây dựng pháo đài Zeelandia tại Tayowan tại miền Nam Đài Loan là để cung cấp một căn cứ cho các hoạt động giao thương với Trung Quốc và Nhật Bản, cũng như quấy nhiễu việc giao thương của Bồ Đào Nha và Tây Ban Nha trong khu vực. Các loại hàng hóa được trao đổi bao gồm tơ lụa từ Trung Quốc và bạc từ Nhật Bản, và nhiều thứ khác.
Sau khi thiết lập nên pháo đài, người Hà Lan đã nhận ra tiềm năng của các đàn hươu sao (Cervus nippon taioanus) lớn đi lại lang thang tại vùng đồng bằng phía tây hòn đảo. Da hươu bền dai được người Nhật đánh giá cao, họ sử dụng chúng để làm áo giáp cho samurai. Các bộ phận khác của hươu được bán cho các thương nhân Trung Quốc để làm thực phẩm hay dược phẩm. Người Hà Lan trả công cho những người nguyên trú khi họ đem hươu đến và cố gắng quản lý số hươu để theo kịp với nhu cầu. Những con hươu vốn là kế sinh nhai của dân nguyên trú lại bắt đầu biến mất, buộc họ phải thay đổi cách thức kiếm sống. Tuy nhiên, vẫn có các phân loài hươu sao còn tồn tại trong điều kiện nuôi nhốt và sau đó việc đưa chúng quay trở về với môi trường tự nhiên đã đạt được thành công.
Sau đó, người Hà Lan cũng tiến hành trao đổi các mặt hàng nông nghiệp của đảo (như đường vào gạo) sau khi sử dụng các lao động nhập khẩu từ Phúc Kiến đến để tiến hành canh tác trên quy mô lớn.

### Nông nghiệp
Người Hà Lan cũng sử dụng người Hán làm lao động để trồng mía và lúa gạo phục vụ cho việc xuất khẩu; một số lượng đường và gạo được xuất khẩu đến tận các thị trường xa xôi như Ba Tư. Các nỗ lực nhằm thuyết phục thành viên các bộ lạc nguyên trú từ bỏ săn bắn và chấp nhận lối sống định canh định cư đã không thành công vì "đối với họ, trồng trọt có hai nhược điểm chính: đầu tiên, theo truyền thống phân công lao động, đó là việc của nữ giới; thứ hai, nó là công việc cực nhọc." Người Hà Lan do đó phải nhập khẩu lao động từ Trung Quốc, và đây là thời kỳ đầu tiên chứng kiến một số lượng lớn di dân Hán tới hòn đảo, một nhà bình luận đã ước tính rằng có đến 50–60.000 người Hán đã định cư tại Đài Loan trong suốt 37 năm dưới thời cai trị của Đài Loan. Những người định cư này được khuyến khích bằng việc được đi lại tự do đến đảo, thường là bằng các tàu của Hà Lan, và các công cụ sản xuất, bò và hạt giống để bắt đầu trồng trọt. Đổi lại, người Hà Lan sẽ lấy một phần mười hoa lợi, coi như thuế.

### Thuế thân
Một khoản thuế thân được áp dụng cho tất cả các cư dân người Hán trên sáu tuổi. Loại thuế bị người Hán coi là đặc biệt nặng nề bởi trước khi người Hà Lan xâm chiếm thì hòn đảo Đài Loan không hề có thuế. Cùng với chính sách hạn định việc thuê đất là việc các binh sĩ Hà Lan tống tiền, thuế đã gây ra các cuộc khởi nghĩa lớn vào các năm 1640 và 1652.

## Nhân khẩu
Trước khi thực dân Hà Lan đến, Đài Loan hầu như chỉ có thổ dân Đài Loan sinh sống; những người Nam Đảo này sống trong một xã hội săn bắn và hái lượm song cũng có hoạt động nông nghiệp du canh du cư. Sẽ khó khăn trong việc ước tính sốn người Nam Đảo bản địa trước khi người Hà Lan đến, cũng như không có thế lực nào cai trị toàn bộ hòn đảo để có thể thống kê dân số, trong khi các thổ dân thì lại không giữ các ghi chép. Ngay cả khi Hà Lan có quyền kiếm soát cực đại tại Đài Loan vào thập niên 1650 thì vẫn còn nhiều khu vực rộng lớn trên đảo nằm ngoài ranh giới của họ.
Dân cư Formosa thuộc Đài Loan bao gồm ba nhóm chính; người nguyên trú (thổ dân), lực lượng Hà Lan, và người Hán. Cũng có một số người Tây Ban Nha cư trú ở phía bắc của hòn đảo từ năm 1626 đến 1642 tại vùng quanh Cơ Long và Đạm Thủy. Đôi khi cũng có một số ít các thương nhân-cướp biển Nhật Bản được gọi là Uy khấu hoạt động tại các vùng ven biển nằm ngoài tầm kiểm soát của người Hà Lan.
Những người Nam Đảo bản địa đã có mặt tại Đài Loan từ hàng nghìn năm trước khi người Hà Lan đến. Khó có thể ước tính tổng số người nguyên trú tại Đài Loan vào thời điểm đó, song có một nhà bình luận cho là đưa ra con số 150.000 trên khắp Đài Loan trong thời kỳ cai trị của người Hà Lan. Họ sinh sống trong các làng với số lượng cư dân khác nhau, dao động từ vài trăm đến khoảng 2.000 người, các nhóm người nguyên trú khác nhau nói các thứ tiếng Nam Đảo khác nhau thuộc Ngữ hệ Nam Đảo Đài Loan và không thể hiểu lẫn nhau.
Người Hà Lan ban đầu chủ yếu là các binh lính, với một số nô lệ và các lao động đến từ các thuộc địa khác của Hà Lan, chủ yếu là khu vực xung quanh Batavia (nay là Jakarta). Số binh lính đồn trú trên đảo tăng trưởng và suy giảm theo nhu cầu quân sự của thuộc địa, từ mức thấp là 180 lính trong những ngày đầu đến 1.800 một thời gian ngắn trước cuộc xâm lược của Trịnh Thành Công. Cũng có một số cá nhân khác, bắt nguồn từ các thương nhân đến đảo để truyền giáo và giảng dạy.
Khi người Hà Lan đến Đài Loan, ở đây đã có sẵn một mạng lưới của các nhà buôn người Hán sinh sống trên đảo, thu mua hàng hóa (đặc biệt là các sản phẩm từ hươu) của người Nam Đảo. Mạng lưới này được ước tính có khoảng 1.000–1.500 người, hấu như toàn bộ là nam giới, hầu hết trong số họ là những cư dân theo mùa tại Đài Loan, và sẽ trở về Phúc Kiến vào thời gian còn lại. Bắt đầu vào thập niên 1640, người Hà Lan bắt đầu khuyến khích nhập cư quy mô lớn đến Đài Loan đối với người Hán, không chỉ cấp phương tiện vận chuyển từ Phúc Kiến, mà còn cấp bò và hạt giống cho những người nhập cư mới đến để bắt đầu trồng trọt. Ước tính số người Hán tại Đài Loan vào lúc kết thúc thời kỳ cai trị của Hà Lan khá chênh lệch, từ 10–15.000 cho đến 50–60.000.

## Tôn giáo
Một trong những chính sách trụ cột của thực dân Hà Lan là chuyển đổi những người dân nguyên trú thành các Ki-tô hữu. Từ sự mô tả của các nhà truyền giáo đầu tiên, tôn giáo bản địa là thuyết vật linh trong tự nhiên, trong một trường hợp nó được gọi là Inibs.
Người Nam Đảo cũng tiến hành nhiều hoạt động khác nhau mà người Hà Lan cho là tội lỗi hoặc ít nhất là thiếu văn minh, bao gồm cả việc phá thai bắt buộc bằng việc xoa bóp, việc không chung thủy trong hôn nhân là điều thường thấy, không chuẩn bị cho ngày Sabbath của Ki-tô giáo và thường trần truồng.

## Giáo dục
Các nhà truyền giáo cũng chịu trách nhiệm cho việc thành lập các trường học tại các làng dưới quyền kiểm soát của người Hà Lan, không chỉ giảng dạy về tôn giáo mà còn dạy các kỹ năng đọc và viết. Trước khi thực dân Hà Lan đến, các cư dân bản địa không sử dụng chữ viết, và các nhà truyền giáo đã lập ra một số đề án la tinh hóa các ngôn ngữ Nam Đảo khác nhau. Các thử nghiệm được tiến hành với việc dạy cho các trẻ em bản địa tiếng Hà Lan, tuy nhiên điều này đã bị bãi bỏ khá nhanh chóng sau khi họ không đạt được kết quả như ý muốn. Ít nhất thì một người Nam Đảo Đài Loan đã tiếp thu giáo dục tại Hà Lan; ông cuối cùng đã kết hôn với một phụ nữ Hà Lan và dường như cũng được tích hợp vào xã hội Hà Lan.

## Di sản

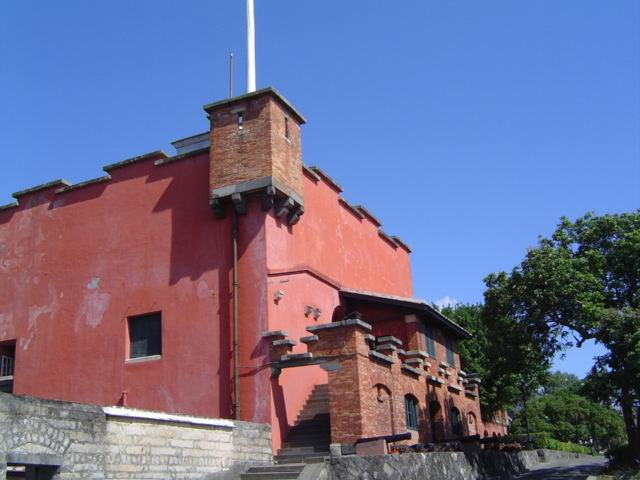
Pháo đài Anthonio ngày nay

Ngày nay, di sản của thời kỳ thực dân Hà Lan vẫn hiện hữu tại khu An Bình ở thành phố Đài Nam, tại đây pháo đài Zeelandia vẫn còn và được bảo tồn. Cũng trong địa phận Đài Nam còn có pháo đài Provintia, công trình này vẫn giữ lại được cấu trúc chính và nay có tên là Xích Khảm lâu (赤崁樓), và tại Đạm Thủy thì pháo đài Anthonio (một phần của tổ hợp bảo tàng pháo đài San Domingo) vẫn tồn tại với vị thế là đồn phòng thủ được bảo tồn tốt nhất của Công ty Đông Ấn Hà Lan trên toàn thế giới. Công trình sau đó được lãnh sự quán Anh sử dụng  cho đến khi Anh Quốc cắt đứt quan hệ với Quốc Dân đảng và quan hệ chính thức với Trung Hoa Dân Quốc.
Tuy nhiên, tác động lâu dài nhất trong thời gian cai trị của Hà Lan là sự nhập cư của người Hán đến đảo. Vào lúc bắt đầu thời kỳ người Hà Lan cai trị, theo ước tính thì chỉ có 1.000–1.500 người Hán tại Đài Loan, hầu hết là nhà buôn sống trong các ngôi làng của dân nguyên trú. Đến cuối thời kỳ thực dân, Đài Loan đã có nhiều làng người Hán với tổng số dân lên đến hàng chục nghìn người, và cân bằng sắc tộc tại hòn đảo đã đi theo hướng nghiêng về những di dân người Hán thay vì dân nguyên trú.